# Emanuel Centurión
Emanuel Adrián Centurión (Buenos Aires, Argentina, 25 de agosto de 1982) es un exfutbolista argentino. Se desempeña como interior izquierdo o volante ofensivo

## Trayectoria
Empezó su carrera en el año 1999 con Vélez Sársfield, donde sus buenos rendimientos llevaron a que el VfB Stuttgart de Alemania se fije en el jugador, y adquiera el pase del joven de 21 años en 2003. En este equipo, Emanuel, compartió plantel con jugadores de la talla de Philipp Lahm, Aliaksandr Hleb, Ivan Stoyanov y Mario Gomez. 
En el año 2005, Centurión regresó a Vélez en calidad de cedido, club con el que ganaría el torneo Clausura de ese año.  
En 2006, vuelve al conjunto alemán donde se mantiene 6 meses. A mediados de ese mismo año llega en condición de jugador libre a Colón, club en el que estuvo hasta 2007 y en enero de 2008, fue transferido al Atlas mexicano. Su paso por el fútbol de México sería sin embargo fugaz y Centurión regresó a Argentina para ser cedido en Independiente y participar en el Torneo Apertura 2008. Ya en 2009, el jugador desvinculado del equipo mexicano, firmó para Chacarita donde disputó el Torneo Apertura 2009.

## Clubes
| Club                            | País      | Año       |
| ------------------------------- | --------- | --------- |
| Vélez Sársfield                 | Argentina | 1999-2003 |
| VfB Stuttgart                   | Alemania  | 2003-2005 |
| → Vélez Sársfield (cedido)      | Argentina | 2005-2006 |
| VfB Stuttgart                   | Alemania  | 2006-2007 |
| Colón                           | Argentina | 2007      |
| Atlas                           | México    | 2008      |
| → Independiente (cedido)        | Argentina | 2008-2009 |
| → Chacarita (cedido)            | Argentina | 2009-2010 |
| → Universidad de Chile (cedido) | Chile     | 2010      |
| → San Martín (Tucumán) (cedido) | Argentina | 2011      |
| Chacarita                       | Argentina | 2011-2012 |
| Alvarado                        | Argentina | 2012-2013 |
| Sud América                     | Uruguay   | 2014-2015 |
| Independiente Rivadavia         | Argentina | 2016      |